# Großkrut
Großkrut (fino al 1922 Böhmischkrut) è un comune austriaco di 1 579 abitanti nel distretto di Mistelbach, in Bassa Austria; ha lo status di comune mercato (Marktgemeinde).